# 菱叶卫矛
菱叶卫矛（学名：Euonymus tashiroi）为卫矛科卫矛属的植物，为台灣的特有植物。分布于台灣本島，生长于海拔1,000米的地区，见于山地，目前尚未由人工引种栽培。

## 异名
- Euonymus matsudai Hayata